# Spoorlijn Viersen - Venlo
De Spoorlijn Viersen - Venlo is de in 1866 geopende grensoverschrijdende spoorlijn die de Duitse stad Viersen met Venlo in Nederland verbindt.

## Geschiedenis
Het Nederlandse deel is de volgens Wet op de Aanleg van Staatsspoorwegen als Lijn G of Staatslijn G aangelegde spoorweg Venlo - grens.
Het zuidelijk spoor werd op 29 oktober 1866 in gebruik genomen door de Bergisch-Märkische Eisenbahn-Gesellschaft (BME). Het was onderdeel van de spoorlijn Viersen - Kaldenkirchen - grens (nu spoorlijn 2510).
Het noordelijk spoor werd op 1 januari 1868 in gebruik genomen door de Rheinische Eisenbahn-Gesellschaft (REG). Het was onderdeel van de spoorlijn Kempen - Kaldenkirchen - grens (later spoorlijn 2512). Het baanvak Venlo - Kaldenkirchen werd dus geëxploiteerd als dubbel-enkelspoor.

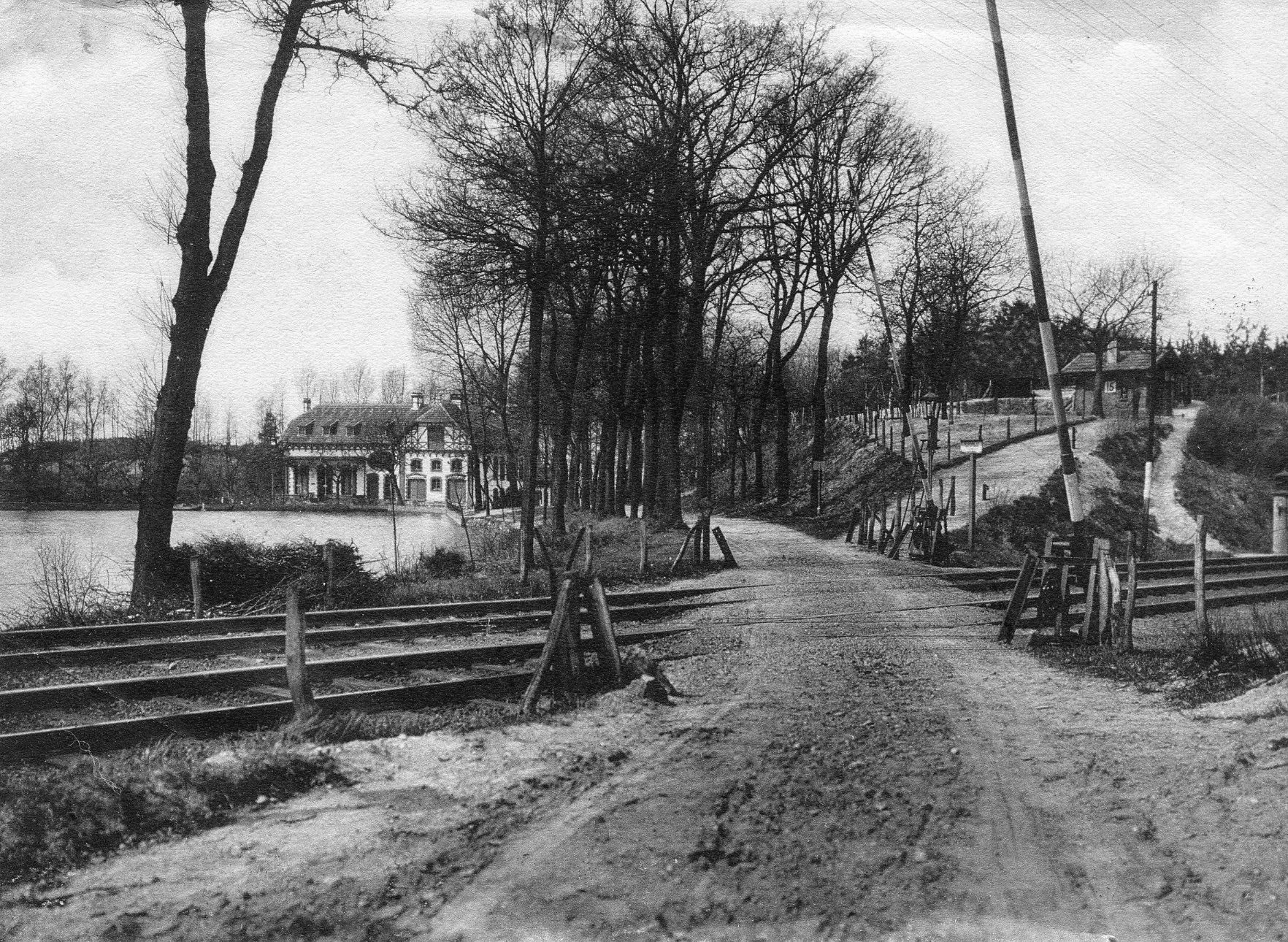
1920, spoorwegovergang bij de Bovenste Molen in Venlo, 1,4 km voor de grens met Duitsland.

De exploitatie van het zuidelijke BME-spoor werd op 1 januari 1882 overgenomen door de Preussische Staatseisenbahnen. Op 1 januari 1886 gebeurde hetzelfde met het noordelijke spoor van de REG. Vanaf 1886 werd Venlo - Kaldenkirchen dus pas echt dubbelsporig. De dubbelsporigheid tussen Dülken en Viersen is een gevolg van de aanleg van de lijn Dülken - Brüggen in 1890. De lijn is in wezen enkelsporig van opzet.

## Treindiensten

### NS en DB
Tot 1995 reed tussen Den Haag en Keulen elke 2 uur een doorgaande buurlandtrein. In 1995 werd deze dienst beperkt tot Eindhoven om in 1999 geheel te verdwijnen. Daarnaast reden er ook andere internationale treinen zoals D-treinen en boottreinen.

### DB Regio
De Deutsche Bahn verzorgde daarna tot december 2009 het personenvervoer op dit traject met RE-treinen. Tussen december 2009 en juni 2010 reed DB Regio in opdracht van de EuroBahn tot april 2010 tussen Venlo en Mönchengladbach, nadien tussen Venlo en Kaldenkirchen, omdat de FLIRT-treinstellen op het Nederlandse deel nog niet toegelaten werden.

### Eurobahn
In maart 2007 werd bekend dat Eurobahn de aanbesteding van de Maas-Rhein-Lippe-Netz had gewonnen. Eurobahn voert tussen december 2009 en 2025 de treindienst voor het regionaal personenvervoer uit met treinstellen van het type Stadler FLIRT. Het gaat om de volgende trajecten:
| Serie       | Treinsoort                  | Route                                                                                               | Bijzonderheden      |
| ----------- | --------------------------- | --------------------------------------------------------------------------------------------------- | ------------------- |
| 20050 RE 13 | Regional-Express (Eurobahn) | Venlo – Mönchengladbach Hbf – Neuss Hbf – Düsseldorf Hbf – Wuppertal Hbf – Hagen Hbf – Hamm (Westf) | Maas-Wupper-Express |

Met ingang van juli 2010 werden de FLIRT-treinstellen van het type ET6 toegelaten op Nederlands grondgebied. Eurobahn was in staat met eigen materieel tussen Venlo en Mönchengladbach te rijden. Aanvankelijk was er een aparte dienst Mönchengladbach - Hamm, waarbij dus in Mönchengladbach overgestapt diende te worden. Dit bleef van toepassing, totdat de andere treinen van het type ET7 waren goedgekeurd voor gebruik op het grenstraject. De Duitse beveiligingsapparatuur PZB is op het grenstraject tot in station Venlo aangebracht. Op station Venlo is eveneens ATB Verbeterde versie (ATB-Vv) aangebracht.

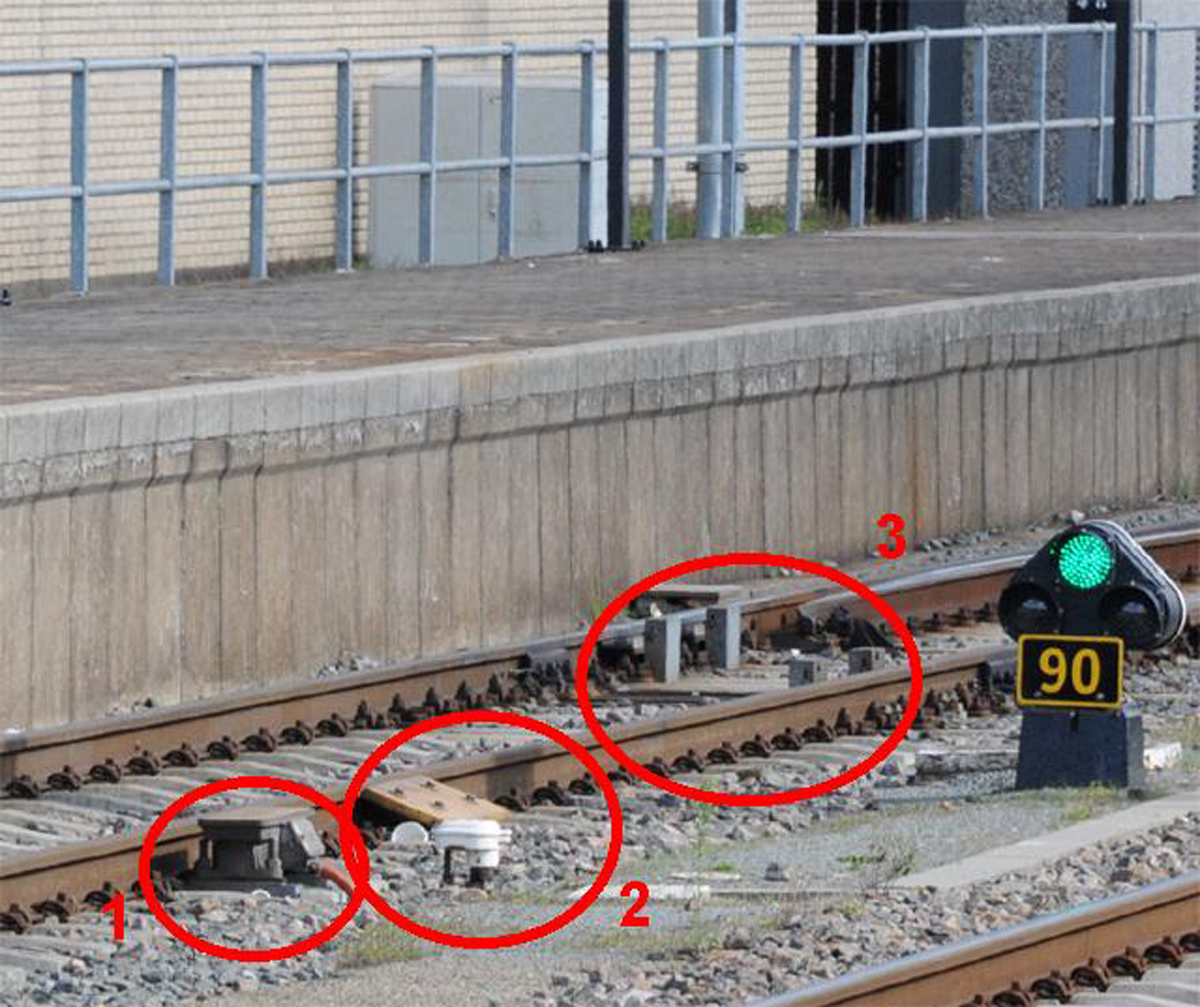
Venlo spoor 1 naar Viersen
nr: 1 = PZB,
nr: 2 = ATB-Vv,
nr: 3 = Assentellers ATB-NG

## Aansluitingen
In de volgende plaatsen is of was een aansluiting op de volgende spoorlijnen:
Viersen
DB 2511, spoorlijn tussen Neersen en Viersen
DB 2520, spoorlijn tussen Mönchengladbach en Krefeld-Oppum
DB 9251, spoorlijn tussen Krefeld en Viersen
Dülken
DB 2513, spoorlijn tussen Dülken en Brüggen
KaldenkirchenDB 2512, spoorlijn tussen Kempen en Kaldenkirchen
DB 9244 spoorlijn tussen Kaldenkirchen en Brüggen West
Venlo
DB 2003 spoorlijn tussen Büderich en Venlo
lijn tussen Maastricht en Venlo
lijn tussen Venlo en Eindhoven
lijn tussen Nijmegen en Venlo

## Elektrische tractie
Het traject werd geëlektrificeerd met wisselspanning van 15.000 volt 16⅔ Hz. De bovenleiding kan bij een aantal sporen van station Venlo omgeschakeld worden tussen de Duitse wisselspanning van 15 kilovolt en de Nederlandse gelijkspanning van 1500 V.